# 최아라 (모델)
최아라(1993년 1월 14일 ~)는 대한민국의 모델이자 배우이다.

## 학력
- 성균관대학교 연기예술학과 (졸업)

## 출연 작품

### 드라마
| 연도 | 방송사 | 제목       | 배역 | 비고 |
| ---- | ------ | ---------- | ---- | ---- |
| 2017 | JTBC   | 청춘시대 2 | 조은 |      |

### 뮤직비디오
| 가수         | 제목        | 연도 |
| ------------ | ----------- | ---- |
| 8eight       | 이별이 온다 | 2010 |
| 언노운드레스 | 유성        | 2015 |

## 경력
- 서울컬렉션 필립 림, 리차드 니콜, 스티브제이 앤 요니피 모델
- 잡지 보그, BAZAAR, 보그 걸, 엘르 걸, 마리끌레르, 나일론 모델
- 서울컬렉션 미스 지 컬렉션, 칼이석태, 더 스튜디오 케이 모델
- 서울컬렉션 조니 헤이츠 재즈, 르이, 폴앤앨리스, 반달리스트 모델
- 서울컬렉션 쿠만 오은환, 모마 바이 야 모델
- 패션쇼 루이비통, 에르마노 설비노, 에스까다 모델
- 패션쇼 발리, DKNY, 레오나드, 마크 바이 제이콥스 모델